# Suzanne Cory
Suzanne Cory (* 14. März 1942 in Melbourne) ist eine australische Molekularbiologin und Immunogenetikerin. Sie war von 2010 bis 2014 Präsidentin der Australian Academy of Science.

## Leben
Cory erwarb 1964 einen Bachelor und 1965 einen Master an der University of Melbourne. Ihren Ph.D. erwarb sie an der University of Cambridge in England. Als Postdoktorandin arbeitete sie an der Universität Genf, bevor sie 1972 als Forschungsassistentin an das Walter and Eliza Hall Institute of Medical Research (WEHI) in Parkville, Victoria, ging. Hier durchlief sie zahlreiche Karrierestationen, bis sie 1996 Direktorin wurde. Von 1993 bis 1996 hatte sie eine Forschungsprofessur an der University of Melbourne inne, 1996 erhielt sie eine ordentliche Professur. 2009 folgte ihr Doug Hilton als Direktor des WEHI nach.
Cory veröffentlichte zahlreiche Arbeiten gemeinsam mit ihrem Mann Jerry Adams (* 1940), der ebenfalls Forscher am WEHI ist. Das Paar hat zwei Töchter.

## Wirken
Corys Forschungen trugen wesentlich zum Verständnis der Krebsimmunologie und Karzinogenese bei. In ihrer Doktorarbeit über Methionin-Transfer-RNA wandte sie die von Fred Sanger neu entwickelte Methode der Sequenzierung an (DNA-Sequenzierung#Didesoxymethode nach Sanger). Als Postdoktorandin beschäftigte sie sich mit der Sequenzanalyse der R17-Phagen-RNA als Modell-mRNA. Gemeinsam mit Adams entdeckte sie die 5'-Cap-Struktur der mRNA und führte die Technik der Klonierung in Australien ein. Sie trugen zur Beantwortung der Frage nach den Mechanismen bei, die es dem Immunsystem ermöglichen, Antikörper gegen die unterschiedlichsten Antigenen zu bilden: mittels V(D)J-Rekombination können die Gene, die für die Antikörper codieren, in einer unüberschaubaren Vielzahl von Kombinationen zusammengesetzt werden. Ab 1981 wandten sich Adams und Cory den genetischen Ursachen von Krebs zu. Sie konnten zeigen, dass Chromosomenschäden krebsfördernde Gene (Onkogene) aktivieren können. Sie identifizierten die Mutation, die das myc-Onkogen aktiviert und das Burkitt-Lymphom auslöst. Gemeinsam mit Alan Harris entwickelten sie  transgene Stämme von Labormäusen, die anfällig für Lymphome sind und so als Modellorganismen zur Erforschung der molekularen Mechanismen der Lymphome dienen. Spätere Arbeiten befassten sich mit dem Bcl-2-Gen, das für die Entwicklung des follikulären Lymphoms verantwortlich ist und als erstes bekanntes Onkogen nicht die Zellproliferation fördert, sondern die Apoptose (programmierter Zelltod) reguliert. Das Verständnis der Kontrolle der Apoptose und ihrer Bedeutung für Krebs und andere Krankheiten soll neuen Therapiemethoden den Weg bereiten.

## Auszeichnungen (Auswahl)
- 1986 Mitglied der Australian Academy of Science[2]
- 1997 Ausländisches Mitglied der National Academy of Sciences
- 1998 Charles S. Mott Prize der General Motors Cancer Research Foundation (gemeinsam) mit Stanley J. Korsmeyer[3]
- 1998 Australien-Preis[4]
- 1999 Companion of the Order of Australia
- 2001 Ausländisches Ehrenmitglied der American Academy of Arts and Sciences[5]
- 2001 UNESCO-L’Oréal-Preis[6]
- 2002 Royal Medal[7]
- 2002 Ausländisches Mitglied der Académie des sciences[8]
- 2004 Mitglied der Päpstlichen Akademie der Wissenschaften[9]
- 2007 Assoziiertes Mitglied der European Molecular Biology Organization (EMBO)
- 2009 Ritter der Ehrenlegion
- 2009 Pearl Meister Greengard Prize

Seit 2011 gibt es in Victoria, Australien, die Suzanne Cory High School.

## Veröffentlichungen (Auswahl)
- K. J. Campbell, M. L. Bath, M. L. Turner, C. J. Vandenberg, P. Bouillet, D. Metcalf, C. L. Scott, S. Cory: Elevated Mcl-1 perturbs lymphopoiesis, promotes transformation of hematopoietic stem/progenitor cells, and enhances drug resistance. In: Blood. Band 116, Nummer 17, Oktober 2010, S. 3197–3207, ISSN 1528-0020. doi:10.1182/blood-2010-04-281071. PMID 20631380. PMC 2995351 (freier Volltext).
- K. D. Mason, C. J. Vandenberg, C. L. Scott, A. H. Wei, S. Cory, D. C. Huang, A. W. Roberts: In vivo efficacy of the Bcl-2 antagonist ABT-737 against aggressive Myc-driven lymphomas. In: Proceedings of the National Academy of Sciences. Band 105, Nummer 46, November 2008, S. 17961–17966, ISSN 1091-6490. doi:10.1073/pnas.0809957105. PMID 19004807. PMC 2582212 (freier Volltext).
- J. M. Adams, S. Cory: Bcl-2-regulated apoptosis: mechanism and therapeutic potential. In: Current Opinion in Immunology. Band 19, Nummer 5, Oktober 2007, S. 488–496, ISSN 0952-7915. doi:10.1016/j.coi.2007.05.004. PMID 17629468. PMC 2754308 (freier Volltext). (Review).
- J. M. Adams, S. Cory: The Bcl-2 apoptotic switch in cancer development and therapy. In: Oncogene. Band 26, Nummer 9, Februar 2007, S. 1324–1337, ISSN 0950-9232. doi:10.1038/sj.onc.1210220. PMID 17322918. PMC 2930981 (freier Volltext). (Review).
- M. F. van Delft, A. H. Wei, K. D. Mason, C. J. Vandenberg, L. Chen, P. E. Czabotar, S. N. Willis, C. L. Scott, C. L. Day, S. Cory, J. M. Adams, A. W. Roberts, D. C. Huang: The BH3 mimetic ABT-737 targets selective Bcl-2 proteins and efficiently induces apoptosis via Bak/Bax if Mcl-1 is neutralized. In: Cancer Cell. Band 10, Nummer 5, November 2006, S. 389–399, ISSN 1535-6108. doi:10.1016/j.ccr.2006.08.027. PMID 17097561. PMC 2953559 (freier Volltext).
- S. Cory, J. M. Adams: Killing cancer cells by flipping the Bcl-2/Bax switch. In: Cancer cell. Band 8, Nummer 1, Juli 2005, S. 5–6, ISSN 1535-6108. doi:10.1016/j.ccr.2005.06.012. PMID 16023593. (Review).
- D. P. Smith, M. L. Bath, A. W. Harris, S. Cory: T-cell lymphomas mask slower developing B-lymphoid and myeloid tumours in transgenic mice with broad haemopoietic expression of MYC. In: Oncogene. Band 24, Nummer 22, Mai 2005, S. 3544–3553, ISSN 0950-9232. doi:10.1038/sj.onc.1208399. PMID 15688022.
- A. Egle, A. W. Harris, P. Bouillet, S. Cory: Bim is a suppressor of Myc-induced mouse B cell leukemia. In: Proceedings of the National Academy of Sciences. Band 101, Nummer 16, April 2004, S. 6164–6169, ISSN 0027-8424. doi:10.1073/pnas.0401471101. PMID 15079075. PMC 395940 (freier Volltext).
- A. Egle, A. W. Harris, M. L. Bath, L. O’Reilly, S. Cory: VavP-Bcl2 transgenic mice develop follicular lymphoma preceded by germinal center hyperplasia. In: Blood. Band 103, Nummer 6, März 2004, S. 2276–2283, ISSN 0006-4971. doi:10.1182/blood-2003-07-2469. PMID 14630790.
- S. Cory, D. C. Huang, J. M. Adams: The Bcl-2 family: roles in cell survival and oncogenesis. In: Oncogene. Band 22, Nummer 53, November 2003, S. 8590–8607, ISSN 0950-9232. doi:10.1038/sj.onc.1207102. PMID 14634621. (Review).